# Gonzalo Hermida
Gonzalo Hermida (Cadis, 26 de juny de 1995) és un cantautor espanyol.

## Carrera
Gonzalo Hermida es va traslladar a Madrid el 2015 per treballar professionalment com a compositor. Abans del seu debut com a solista va escriure cançons enregistrades per Malú, India Martínez i Antonio José.
Després de signar amb  Sony Music Entertainment Spain, l'any 2018 va publicar el seu àlbum debut Natural, que va assolir la posició 73 a les llistes espanyoles. L'any 2021 va estrenar el seu segon disc Ignífugo, amb el va fer la seva primera gira nacional.
El desembre de 2021 es va confirmar entre els catorze participants al Benidorm Fest 2022, esdeveniment que va seleccionar el representant d'Espanya al Festival d'Eurovisió, on va presentar l'inèdit Quién lo diría. Després de classificar-se per a la semifinal, va quedar en l'últim lloc de 8 participants a la final del festival.

## Discografia

### Àlbums d'estudi
- 2018 – Natural
- 2021 – Ignífugo
- 2023 - La ciudad intermitente

### Senzills
- 2019 – Ni una más
- 2019 – Guajira (amb Andrés Dvicio i Kiddo)
- 2020 – Esmeralda
- 2020 – Inocente (amb Funambulista)
- 2020 – La habitación de al lado
- 2021 – Inmunes
- 2021 – 13500 pulsaciones (amb Julia Medina)
- 2021 – Cuatro paredes (amb Escarlata)
- 2021 – Quién lo diría
- 2022 - Que viva la vida
- 2022 - Tus latidos
- 2023 - La ciudad intermitente * 2023 - La Promesa
- 2023 - 2001 (amb David DeMaría)